# بونگارد
بونگارد (به آلمانی: Bongard) یک شهر در آلمان است که در فولکانایفل واقع شده‌است. بونگارد ۲۵۷ نفر جمعیت دارد.